# Acanthoplus longipes
Acanthoplus longipes е вид насекомо от семейство Дървесни скакалци (Tettigoniidae).

## Разпространение
Видът е разпространен в Намибия, а също и в северната част на провинция Северен Кейп, Южна Африка и Южна Ангола.